# Stéphanos II Ghattas
Stéphanos II Ghattas hay Amba Andraos Ghattas, C.M. (1920–2009) là một Hồng y người Ai Cập của Giáo hội Công giáo Copts, trực thuộc Giáo hội Công giáo Rôma. Ông từng đảm nhận vai trò Hồng y Đẳng Thượng phụ, Thượng phụ Tòa Thượng phụ Alexandria, Công giáo Copts, trong suốt 20 năm, từ năm 1986 đến năm 2006.
Vốn là một giáo sĩ trong vai trò lãnh đạo một nhánh của Giáo hội Công giáo Rôma, thuộc khối giáo hội Công giáo Đông Phương, ông từng đảm trách nhiều vai trò khác nhau trước khi tiến đến trở thành Thượng phụ Tòa Thượng phụ Alexandria, như: giám mục chính tòa Giáo phận Luqsor (Copts) (1967–1986), Giám quản Tông Tòa Tòa Thượng phụ Alexandria (Copts) (1984–1986). Ông cũng từng đảm nhiệm nhiều vị trí quan trọng trong các Hội đồng Giám mục, quốc gia cũng như khu vực như: Chủ tịch Hội đồng Giáo hội Công giáo Copts (1985–2006), Chủ tịch Hội đồng Quản nhiệm Hệ thống Công giáo tại Ai Cập (1985–2006) và Chủ tịch Hội đồng Thượng phụ Công giáo Đông Phương (2003–2006). Ông được vinh thăng Hồng y ngày 21 tháng 2 năm 2001, bởi Giáo hoàng Gioan Phaolô II.

## Tiểu sử
Hồng y Stéphanos II Ghattas sinh ngày 16 tháng 1 năm 1920 tại Cheikh Zein-el-Dine, Ai Cập. Sau quá trình tu học dài hạn tại các cơ sở chủng viện theo quy định của Giáo luật, ngày 25 tháng 3 năm 1944, Phó tế Ghattas, 24 tuổi, tiến đến việc được truyền chức linh mục. Tân linh mục là thành viên linh mục đoàn Thánh bộ Truyền giáo.
Sau 23 năm thi hành các công việc mục vụ với thẩm quyền và cương vị của một linh mục, ngày 8 tháng 5 năm 1967, Giáo hội quyết định tuyển chọn linh mục Stéphanos II Ghattas, 57 tuổi, gia nhập Giám mục đoàn Công giáo Hoàn vũ, với vị trí được bổ nhiệm là giám mục chính tòa Giáo phận Luqsor (Copts). Lễ tấn phong cho vị giám mục tân cử được tổ chức sau đó vào ngày 9 tháng 6 cùng năm, với phần nghi thức chính yếu được cử hành cách trọng thể bởi 4 giáo sĩ cấp cao, gồm chủ phong là Hồng y Stephanos I Sidarouss, C.M., Thượng phụ Tòa Thượng phụ Alexandria, Công giáo Copts; 3 vị giáo sĩ còn lại, với vai trò phụ phong, gồm có Tổng giám mục Isaac Ghattas, giám mục chính tòa Giáo phận Minya (Copts), Giám mục Youhanna Nueir, O.F.M., giám mục chính tòa Giáo phận Assiut (Copts) và Giám mục Youhanna Kabes, giám mục phụ tá Tòa Thượng phụ Alexandria (Copts).
Từ ngày 22 tháng 2 năm 1984, ông được bổ nhiệm giữ vai trò Giám quản Tông Tòa Tòa Thượng phụ Alexandria (Copts), Tòa Thượng phụ, vị trí quan trọng nhất của Giáo hội Công giáo Copts. Sau đó một năm, năm 1985, ông được chọn giữ hai vị trí quan trọng là Chủ tịch Hội đồng Giáo hội Công giáo Copts và Chủ tịch Hội đồng Quản nhiệm Hệ thống Công giáo tại Ai Cập. Một năm sau đó, ngày 9 tháng 6 năm 1986, Hội đồng Giáo hội Công giáo Copts nhóm họp, tại đây, các giám mục của Giáo hội đã nhất trí chọn Giám mục Giám quản Amba Andraos Ghattas làm Thượng phụ, Thượng phụ Tòa Tòa Thượng phụ Alexandria (Copts), chức đứng đầu Giáo hội này. Phía Giáo hội Công giáo Rôma nhanh chóng xác nhân việc bầu chọn này của Giáo hội Copts, cùng chức vị Thượng phụ của ông vào ngày 23 tháng 6 cùng năm.
Bằng việc tổ chức công nghị Hồng y năm 2001 được cử hành chính thức vào ngày 21 tháng 2, Giáo hoàng Gioan Phaolô II đưa ra quyết định vinh thăng Thượng phụ Stéphanos II Ghattas tước vị danh dự của Giáo hội Công giáo, Hồng y. Tân Hồng y thuộc Đẳng Hồng y Thượng phụ. Từ năm 2003 đến năm 2006, ông kiêm nhiệm vụ Chủ tịch Hội đồng Thượng phụ Công giáo Đông Phương.
Ngày 27 tháng 3 năm 2006, ông từ nhiệm khỏi vị trí Thượng phụ Giáo hội Công giáo Copts. Ông qua đời sau đó vào ngày 20 tháng 1 năm 2009, thọ 89 tuổi.